# Пошта (Windows)
Пошта (англ. Mail) — клієнт електронної пошти, розроблений компанією Microsoft, що поставляється у складі операційних систем Micosoft Windows, починаючи з Windows 8. Також доступний для завантаження у вигляді окремого додатка під назвою «Пошта та календар».

## Windows 8.x
«Пошта» в Windows 8 і 8.1 — це абсолютно нова програма на основі Windows Runtime, розроблена відповідно до філософії мови дизайну Metro від Microsoft, як програма Windows Store, яка працює в повноекранному або розділеному режимах перегляду; багато її функцій приховано в ключових кнопках або на панелі програм (спочатку прихована панель інструментів) унизу екрана, яку можна відкрити, клацнувши правою кнопкою миші або провівши пальцем угору. «Пошта» оновлюється незалежно від операційної системи і йде в комплекті з програмами «Календар» та «Люди» — її неможливо інсталювати чи видалити окремо від них.
«Пошта» має попередньо встановлені конфігурації для Outlook.com, Gmail, AOL Mail і Yahoo! Mail; облікові записи Exchange Server або IMAP можна налаштувати, але «Пошта» безпосередньо не підтримує POP3.

## Windows 10 і 11
«Пошта» в Windows 10 і 11 має попередньо встановлені конфігурації для Outlook.com, Office 365, Gmail, iCloud і Yahoo! Mail. AOL Mail, а також інші облікові записи Exchange Server і IMAP все ще можна додати, а підтримка POP3 повернулась. Підтримка груп новин/Usenet залишається відсутньою. «Пошта» та «Календар» все ще є Універсальними додатками Windows і знаходяться в одному контейнері програм, але третій додаток — «Люди» — переміщено з цього контейнера та став окремим додатком.
Користувачі можуть налаштувати «Пошту» на використання системної теми або вибрати власний колір, фонове зображення та параметри світлого/темного. Додаток підтримує багатовіконний режим і може відкривати повідомлення електронної пошти в новому вікні. Електронні листи перераховані в списку переходів «Пошти». «Пошта» використовує панель налаштувань, інструменти сортування електронної пошти на другій панелі та панель інструментів на панелі перегляду. Подібно до Windows Mail для Winows Vista, важливі елементи керування цієї версії легко видно. Облікові записи можна групувати та змінювати мітки, а спеціальні папки можна створювати, редагувати та видаляти в програмі. У програмі «Пошта» можна використовувати псевдоніми та @згадки Outlook.com.
Подібно до Microsoft Outlook, програма «Пошта» дозволяє користувачам налаштовувати швидкі дії, такі як «Видалити», «Встановити прапорець» і «Архівувати», щоб відповідати на повідомлення системних сповіщень і жестів.
У грудні 2019 року «Пошта» додала незнімну рекламу для мобільного додатка Microsoft Outlook.
У 2023 році Microsoft оголосила, що, починаючи з 2024 року, нові пристрої з Windows 11 постачатимуться з новим Outlook для Windows, а до кінця 2024 року ним буде замінено стандартні програми «Пошта» і «Календар».

## Спадщина
Як і Microsoft Outlook та Outlook Express, «Пошта» використовує сполучення клавіш Ctrl+E для виклику пошуку (усі інші продукти Microsoft використовують сполучення клавіш Ctrl+F).